# Camponotus fedtschenkoi
Espèce
Camponotus fedtschenkoi est une espèce de fourmis originaires d'Asie, des zones désertiques et semi-désertiques.

## Description
La reine mesure entre 15 et 16 mm et les ouvrières de 5 à 12 mm. Cette espèce peut avoir des majors plus grands que la reine ce qui en fait une espèce unique de Camponotus. L'essaimage se déroule de juin à juillet.
Cette espèce est composée de castes et se nourrit principalement d'autres insectes.

## Liste des sous-espèces
Selon GBIF (24 octobre 2024) :
- Camponotus fedtschenkoi adi Stitz, 1930
- Camponotus fedtschenkoi fedtschenkoi Mayr, 1877

## Systématique
Le nom valide complet (avec auteur) de ce taxon est Camponotus fedtschenkoi Mayr, 1877.